# Ras Marmour
Ras Marmour (àrab: رأس المرمورة, Raʾs al-Marmūra) és un cap de la costa sud-oriental de Tunísia, a la governació de Médenine. A la seva rodalia hi ha les viles d'Hassi Djerbi i Sanghou i una mica a l'interior la ciutat de Chammakh o Sidi Chammakh. Uns 15 km al sud-est hi ha la ciutat de Zarzis. Tota la zona és de platges turístiques.